# آلروزا ویلا

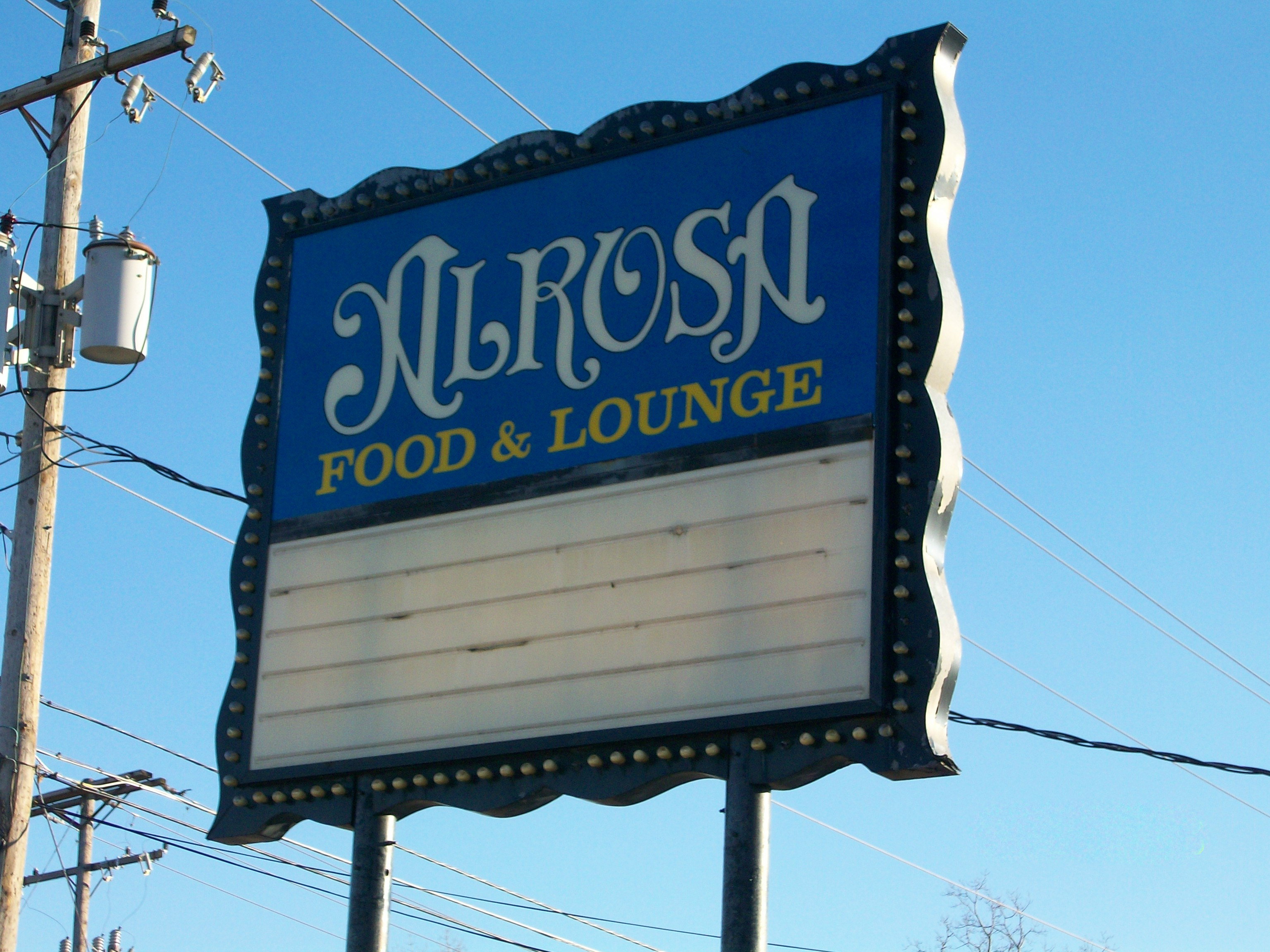

آلروزا ویلا (به انگلیسی: Alrosa Villa) نام یک نایت کلاب واقع در کلمبوس ایالت اوهایو در ایالات متحده است. این مکان که بیشتر محل اجرای برنامهٔ گروه‌های راک و هوی‌متال است در بخش شمالی شهر کلمبوس واقع شده است. نام آن برگرفته از نام والدین مالک‌هایش (اَل و روزا) است. آلروزا ویلا در دههٔ ۷۰ میلادی گشایش یافت و تا به امروز همچنان فعال است.
آلروزا ویلا از دیرباز محل مورد علاقهٔ گروه‌ها و ستارگان آیندهٔ موسیقی راک بوده‌است. از میان افراد و گروه‌هایی که در آغاز فعالیت‌شان و قبل از این‌که تبدیل به ستارگان پرفروش و مطرح موسیقی شوند در آلروزا ویلا برنامه اجرا کرده‌اند می‌توان به سباستین بچ(خوانندهٔ اسکیدرو)، پنترا، لیمپ بیزکت، دمیج‌پلن، کورن و بلک لیبل سوسایتی اشاره کرد.
آلروزا ویلا در روز ۸ دسامبر سال ۲۰۰۴ میلادی شاهد وقوع حادثهٔ تیراندازی و کشته‌شدن دایمبگ دارل گیتاریست گروه دمیج‌پلن و عضو پیشین پنترا بود.
در آن روز علاوه بر دایم، ۳ نفر دیگر از حاضران در محل توسط شخصی به‌نام ناتان گیل کشته شدند. ناتان گیل نیز زمانی که سعی کرد پس از انجام قتل‌ها شخصی را به گروگان بگیرد توسط یک مامور پلیس حاضر در محل به‌نام جیمز نیگه‌مایر، به ضرب گلوله کشته شد.
دربارهٔ این حادثه کتابی با نام نمایش قدرت عامیانه(شهامت و کشتار در آلروزا ویلا)، توسط کریس آرمالد(عکاس و نویسندهٔ موسیقی راک) منتشر شده است. مقدمهٔ کتاب را هم جیمز نیگه‌مایر نوشته است.